# 植龍目
植龍目（学名：Phytosauria）是群大型半水生掠食動物，身長2到12公尺，繁盛於三疊紀晚期。植龍目屬於镶嵌踝类，只有一科副鱷科（Parasuchidae）。植龍目具有長口鼻部與厚重鱗甲，在體型、外表、以及生活方式等方面與現代鱷魚類似，這是一個平行演化或趨同演化的例子。植龍目的名稱 「Phytosauria」意為「植物蜥蜴」，容易被人誤解為植食性動物，但牠們用來猛咬的頜部顯示出牠們是掠食動物。但首次敘述植龍目的人，誤以為他所研究的標本是植食性動物。
多年来，植龍目被认为是“鑲嵌踝類主龙”（伪鳄类旧称）的最基础分支，最近对早期植龍目进化关系的一些研究表明，植龍目在伪鳄类和鸟跖类分化之前进化，并且是主龙类的姐妹分类群。
植龍目的分佈廣泛，化石已在歐洲、北美洲（尤其是亞伯達省）、印度、摩洛哥、泰國、以及馬達加斯加等地發現。在早侏罗世岩层中发现了疑似植龍目的化石，可能将其生存时间范围延伸到侏罗纪。

## 分类
- ?箭齒龍 Belodon
- ?尖齒鱷 Centemodon
- 优雅龙属 Compsosaurus
- 滇东鳄属 Diandongosuchus
- 佛朗哥鳄属 Francosuchus
- 中喙龙 Mesorhinosaurus
- 植龙 Phytosaurus
- 副鳄科 Parasuchidae
  - 阿加納喙龍 Arganarhinus
  - 埃布拉赫鳄 Ebrachosuchus
  - 古喙龍 Paleorhinus
  - 副鳄属 Parasuchus
  - 沃鳄属 Wannia
  - 迷鳄亚科 Mystriosuchinae
    - 狹喙龍 Angistorhinus
    - 厚鳄属 Brachysuchus
    - 巨像鳄属 Colossosuchus
    - 角蛇鳄属 Jupijkam
    - 脸龙 Protome
    - 狂齒鱷 Rutiodon
    - 火山鳄属 Volcanosuchus
    - 薄鳄形态类 Leptosuchomorpha
      - 薄鳄属 Leptosuchus
      - 邪鳄属 Pravusuchus
      - 鑿齒鱷 Smilosuchus
      - 迷鱷族 Mystriosuchini
        - Angistorhinopsis
        - 科堡鳄 Coburgosuchus
        - 剑鼻鳄 Machaeroprosopus(异名：偽帕拉鱷 Pseudopalatus)
        - 迷鱷 Mystriosuchus
        - 尼克羅龍 Nicrosaurus
        - 雷東達龍 Redondasaurus

## 早期發現

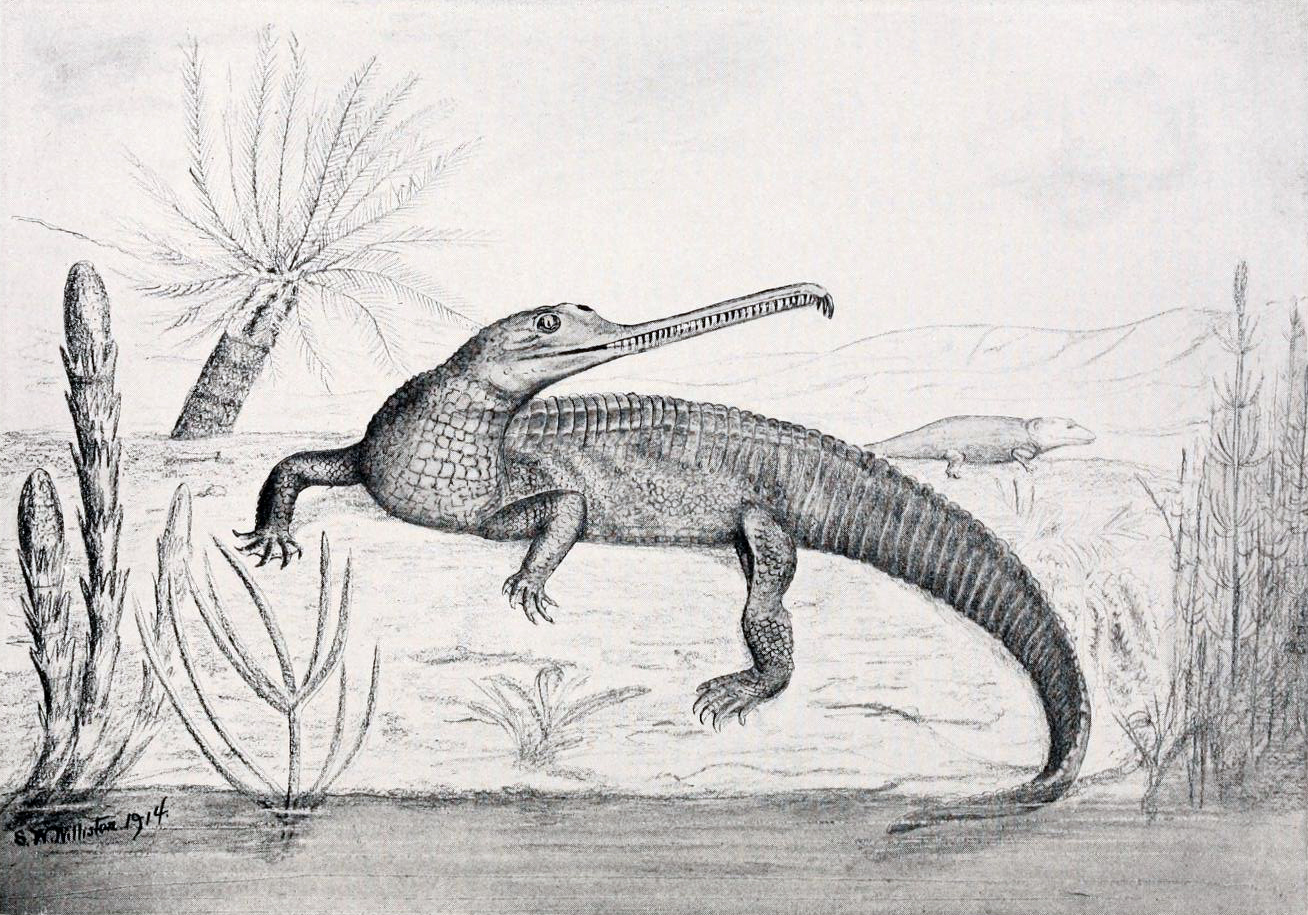
在1914年繪製的植龍類想像圖

當第一個植龍目化石被發現時，並不清楚牠們是什麼動物。第一個被命名的種是植龍屬（Phytosaurus cylindricodon），意為「有圓柱形牙齒的植物蜥蜴」，由G. Jaeger在1828年命名，但他將頜部縫隙中的化石化泥土錯誤鑑定是牙齒。這個標本因保存不好而難以鑑識，而這個種名目前是無效名稱。在1861年，德國古生物學家克莉斯汀·艾瑞克·赫爾曼·汪邁爾（Christian Erich Hermann von Meyer）建立植龍目（Phytosauria），以最早被命名的植龍屬作為名稱來源。
第二個被命名種是箭齒龍（Belodon plieningeri），由汪邁爾與T. Plieninger在1844年所敘述、命名。在1875年，湯瑪斯·亨利·赫胥黎（Thomas Henry Huxley）將發現於印度的一個部分口鼻部化石命名為副鱷（Parasuchus hislopi），並加上植龍、箭齒龍，建立了副鱷目（Parasuchia），因為牠們有很大程度類似鱷魚。但当时因為這標本沒有足夠的鑑識特徵，所以副鱷被古喙龍（Paleorhinus）所取代。但是植龍科與副鱷科仍被不同科學家同時分別使用。植龍目（Phytosauria）是這些動物的標準名稱，名稱容易讓人誤解為植食性，但事實上牠們是肉食性動物。

## 與鱷魚的差異
儘管植龍目與鱷魚在外表與生活方式有許多相似處，仍有許多次要特徵可分辨這兩群動物。例如，植龍目的踝部結構比任何鱷魚的踝部結構還原始。植龍目也缺乏骨質次生顎，而鱷魚擁有次生顎，次生顎可讓鱷魚嘴部充滿水時仍保持呼吸。然而植龍目可能擁有肉質構成的次生顎，許多中生代鱷魚也被推測擁有肉質次生顎。最後，也是兩者最明顯的差別，植龍目的鼻孔位於眼睛附近或上方，而鱷魚的鼻孔位於口鼻部尾端。這些演化適應可讓牠們兩者的身體浸泡在水面下時，仍可以呼吸。

## 三種形態型

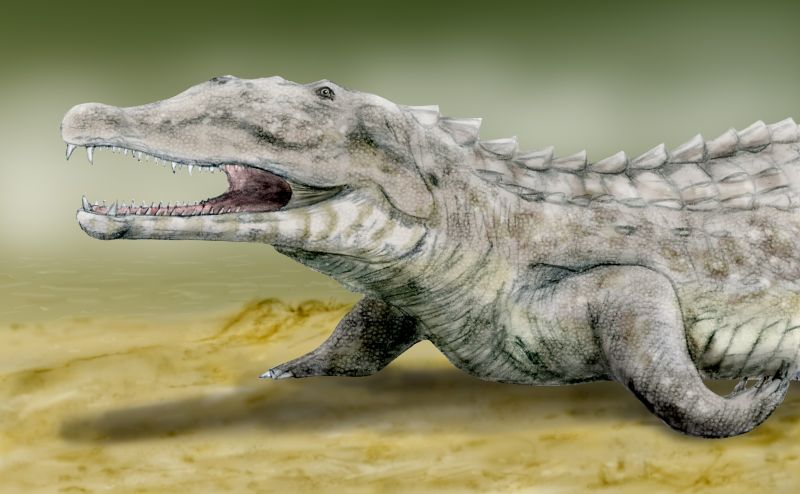
鑿齒鱷

植龍目的頭顱骨有三種明顯的形態型（Morphotype），這些形態型與演化關係毫無關係，而與食性、習性有關聯。這些頭顱形態是以齒列特徵來分別；特別是頜部牙齒的差異與相似處。
Dolichorostral（長口鼻部）：擁有細長口鼻部，以及佈滿大量的圓錐狀牙齒。牠們可能是魚食性，能夠捕抓快速、光滑的獵物，但無法順利追捕陸地動物。成員包括：古喙龍、狂齒鱷、以及迷鱷。過去一度認為古喙龍與迷鱷因為擁有同種適應演化，而屬於一個個別演化支（迷鱷科或迷鱷亞科），但現在迷鱷被認為與偽帕拉鱷有較近親緣關係。
Brachyrostral（短口鼻部）：擁有巨大、寬廣的口鼻部，以及非常強壯的頭顱、頜部；前段牙齒類似犬齒狀，可緊握獵物，後段牙齒類似刀鋒狀，可將獵物切成大塊以利吞食（異齒型動物）。這些強壯的動物可將來到河邊飲水的陸地動物為食。成員包括：尼克羅龍、鑿齒鱷。
Altirostral（高口鼻部）：為以上兩型的中間型。擁有不同齒列，但沒有短口鼻部型的極度發展。典型成員包括：狹喙龍（Angistorhinus）、偽帕拉鱷。牠們的食性極可能同時包括魚類、陸地動物。
現代鱷魚擁有類似的多樣形態型，例如寬廣口鼻部的短吻鱷，以及長口鼻部的食魚鱷。
植龍目有比鱷魚更好的裝甲保護，擁有厚重鱗甲（常與化石一起發現），腹部由密集排列的腹肋強化。

## 演化歷史與演化關係

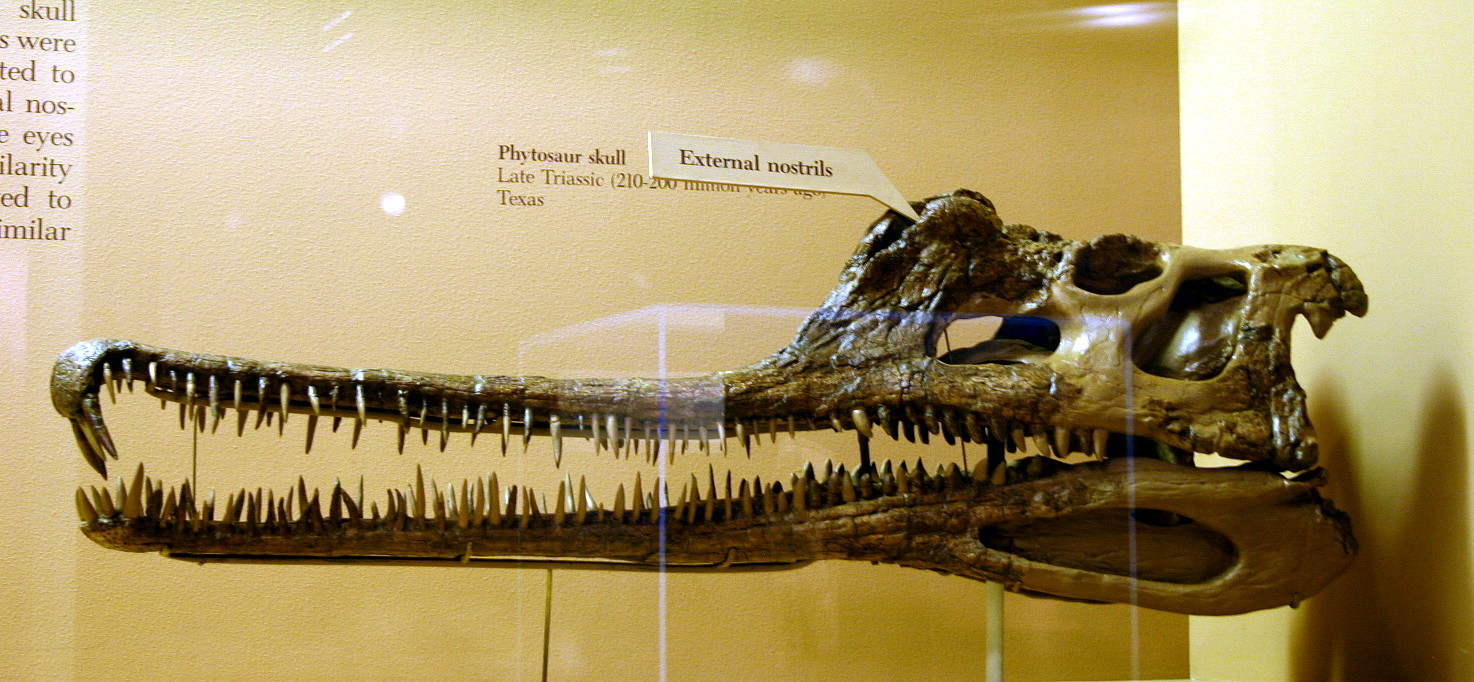
植龍類的頭骨

植龍目首次出現於中三疊紀拉丁尼阶，從某種鑲嵌踝類演化而來。已知最早的植龍目已有完整外形與高度特化特徵，目前還沒有發現中間過渡物種。
已知最早的植龍目為原始、非特化的古喙龍，牠們分佈不廣泛。而稍微先進、較大的狹喙龍（Angistorhinus）出現在同一期間或稍晚。在卡尼階晚期，以上兩種動物被更特化的狂齒鱷、Leptosuchus、以及巨大的鑿齒鱷所取代。卡尼階-諾利階滅絕事件將以上物種滅絕了，諾利階早期出現了新屬，例如尼克羅龍與偽帕拉鱷，兩者都屬於更衍化的植龍目演化支，名為偽帕拉鱷亞科。在諾利階中期，出現了先進、特化、魚食性的迷鱷。迷鱷分佈廣泛，化石發現於北美洲西南部、義大利北部、以及泰國。最後，發現於北美洲西南部的大型雷東達龍（Redondasaurus），以及發現於歐洲、長口鼻部的Angistorhinopsis，生存於三疊紀的最後一期瑞提階。在美國東岸的瑞提階最晚期地層（紐瓦克超群）發現了植龍目的足跡。這顯示植龍目在三疊紀末前仍是成功的動物群，直到三疊紀-侏儸紀滅絕事件將植龍目滅亡。植龍目的滅絕比外表類似植龍的鱷魚出現，早了5000萬年；侏儸紀中早期的早期真正鱷魚，仍然體型小，且為完全陸生或完全海生。

## 外部連結
- 植龍目簡介（英文）
- 植龍目生活習性的初步研究（英文）
- 植龍目 - Palaeos網站
- 分類樹 - Mikko's Phylogeny網站
- 大型三疊紀動物群 - Chinle與紐華克生物群 （页面存档备份，存于）（英文）